# Баранок, Никита Андреевич
Никита Андреевич Баранок (бел. Мікіта Андрэевіч Баранок; род. 31 марта 2004, Витебск) — белорусский футболист, защитник клуба «Акрон», выступающий на правах аренды за клуб «МЛ Витебск».

## Карьера

### «Витебск»
Воспитанник футбольной академии «Витебска», откуда в 2019 году перебрался в академию АБФФ. В 2021 году вернулся в структуру «Витебска», где стал выступать в дубле команды. В 2022 году стал тренироваться с основной командой. Начинал сезон со скамейки запасных. Дебютировал за клуб в Высшей лиге 13 мая 2022 года против «Гомеля», выйдя в стартовом составе, а также забив свой дебютный гол на 82 минуте, который принёс ничью. В своём втором официальном матче за клуб 22 мая 2022 года против минского «Динамо» забил свой 2 гол на угловом с подачи Евгения Краснова. Вскоре закрепился в основой команде клуба, став одним из ключевых игроков, выходя на поле в  стартовом составе. Всего за сезон провёл 21 матч во всех турнирах, в которых отличился 2 забитыми голами, однако вместе с клубом вылетел в Первую лигу.

### «Шахтёр» Солигорск
В декабре 2022 года тренировался с основной командой «Витебска». Также затем появилась информация, что футболистом интересовался солигорский «Шахтёр». В январе 2023 года перешёл в солигорский «Шахтёр». Официально был представлен в солигорском клубе 10 января 2023 года, подписав с клубом контракт на 3 года. Дебютировал за клуб 25 февраля 2023 года против «Гомеля», став обладателем Суперкубка Беларуси. Вместе с клубом вылетел из розыгрыша Кубка Беларуси, проиграв в ответном четвертьфинальном матче 11 марта 2023 года жодинскому «Торпедо-БелАЗ». Первый матч в чемпионате сыграл 18 марта 2023 года против новополоцкого «Нафтана». Однако первоначально у футболиста закрепиться в основной команде не удалось, даже перестав попадать в заявку на матчи. В конце августа 2023 года футболист снова стал получать игровую практику и быстро смог закрепиться в основной команде солигорского клуба.
Новый сезон футболист начал 6 марта 2024 года с четвертьфинального матча Кубка Беларуси против жодинского «Торпедо-БелАЗ», выйдя на поле в стартовом составе. По итогу ответного матча 10 марта 2024 года футболист вместе с клубом победили жодинское «Торпедо-БелАЗ», однако выбыли с турнира по итоговому счёта за оба матча. Первый матч в чемпионате футболист сыграл 17 марта 2024 года против «Витебска», выйдя на поле в стартовом составе. На протяжении первой половины сезона футболист выступал за солигорский клуб как ключевой центральный защитник, однако результативными действиями по итогу не отличился, продолжая находиться в конце турнирной таблицы. В июле 2024 года сообщалось, что футболист станет игроком российского клуба «Акрон», оформив официальный трансфер, обсуждая детали перехода.

### «Акрон»

#### Сезон 2024/25
В июле 2024 года футболист перешёл в тольяттинский «Акрон», подписав с клубом трёхлетний контракт. Сумма трансфера футболиста составила порядка 100 тысяч евро. Дебютировал за клуб футболист 30 июля 2024 года в матче Кубка России против казанского «Рубина», выйдя на поле в стартовом составе. Первым результативным действием за клуб футболист отличился 26 ноября 2024 года в матче Кубка России против ярославского «Шинника», отдав голевую передачу. На протяжении первой половины сезона футболист выступал за клуб исключительно в матчах Кубка России, а в чемпионате все матчи провёл на скамейке запасных, а позже и вообще перестал попадать в заявку основной команды. По итогу первой половины сезона футболист успел отличиться совей единственной результативной передачей.

#### Аренда в «МЛ Витебск»
В декабре 2024 года сообщалось, что футболист может стать игроком витебского «Макслайна». В январе 2025 года футболист на правах арендного соглашения присоединился к клубу, который уже стал называться «МЛ Витебск», до конца сезона. Дебютировал за клуб футболист 2 марта 2025 года в четвертьфинальном матче Кубка Беларуси против бобруйской «Белшины», выйдя на поле в стартовом составе. В ответном четвертьфинальном матче 8 марта 2025 года против «Белшины» футболист отличился своей первой результативной передачей. Первый матч в чемпионате футболист сыграл 16 марта 2025 года против клуба «Слуцк-2024», выйдя на поле в стартовом составе. Дебютным забитым голом за клуб футболист отличился 21 апреля 2025 года в матче против «Сморгони».

## Международная карьера
В июне 2022 года дебютировал в юношеской сборной Беларуси до 19 лет в товарищеском матче против сверстников из Узбекистана, где сам же футболист отличился первым забитым голом за сборную. В ноябре 2022 года был вызван в молодёжную сборную Беларуси. Дебютировал за сборную 16 ноября 2022 года в матче против Ирана, также отличившись забитым дебютным голом.

## Достижения
«Шахтёр» Солигорск
- Обладатель Суперкубка Беларуси: 2023